# Charles Gray
Charles Gray, pseudonimo di Donald Marshall Gray (Bournemouth, 29 agosto 1928 – Londra, 7 marzo 2000), è stato un attore britannico.

## Biografia
È conosciuto soprattutto per aver recitato in due film della saga di James Bond, Agente 007 - Si vive solo due volte (1967) e Agente 007 - Una cascata di diamanti (1971); nel primo interpretò il piccolo ruolo di Dikko Henderson, il contatto di James Bond in Giappone, mentre nel secondo ebbe il ruolo dell'acerrimo nemico di Bond, Ernst Stavro Blofeld.
Recitò nella parte di The Criminologist in The Rocky Horror Picture Show (1976) e nel suo sequel, Shock Treatment (1981); nel film Sherlock Holmes: soluzione sette per cento (1976) ebbe il ruolo del fratello di Sherlock Holmes, Mycroft Holmes,  personaggio che riprenderà poi nella serie televisiva degli anni ottanta Le avventure di Sherlock Holmes per la Granada Television. 
È stato inoltre un eccellente interprete teatrale "shakespeariano", tra gli anni settanta e gli ottanta, prendendo parte a diverse produzioni televisive per la serie BBC su Shakespeare: nel 1978 fu il Duca di York nel Riccardo II, nel 1980 il protagonista del Giulio Cesare, e nel 1983 interpretò il personaggio di Solinus ne La commedia degli errori.
Morì di cancro nel 2000.

## Filmografia

### Cinema
- L'affare Dreyfus (I Accuse!), regia di José Ferrer (1958)
- Seguendo una stella (Follow a Star), regia di Robert Asher (1959)
- Gli sfasati (The Entertainer), regia di Tony Richardson (1960)
- Il primo uomo sulla Luna (Man in the Moon), regia di Basil Dearden (1960)
- 50.000 sterline per tradire (Masquerade), regia di Basil Dearden (1965)
- La notte dei generali (The Night of the Generals), regia di Anatole Litvak (1967)
- Agente 007 - Si vive solo due volte (You Only Live Twice), regia di Lewis Gilbert (1967)
- L'uomo che viene da lontano (The Man Outside), regia di Samuel Gallu (1967)
- Guerra, amore e fuga (The Secret War of Harry Frigg), regia di Jack Smight (1968)
- Quel maledetto ispettore Novak (The File of the Golden Goose), regia di Sam Wanamaker (1969)
- La squadriglia dei falchi rossi (Mosquito Squadron), regia di Boris Sagal (1969)
- L'esecutore (The Executioner), regia di Sam Wanamaker (1970)
- Cromwell - Nel suo pugno la forza di un popolo (Cromwell), regia di Ken Hughes (1970)
- Agente 007 - Una cascata di diamanti (Diamonds Are Forever), regia di Guy Hamilton (1971)
- La notte del licantropo (The Beast Must Die), regia di Paul Annett (1974)
- The Rocky Horror Picture Show, regia di Jim Sharman (1975)
- Sette notti in Giappone (Seven Nights in Japan), regia di Lewis Gilbert (1976)
- Sherlock Holmes: soluzione settepercento (The Seven-Per-Cent Solution), regia di Herbert Ross (1976)
- Uomini d'argento (Silver Bears), regia di Ivan Passer (1978)
- Il testamento (The Legacy), regia di Richard Marquand (1978)
- Assassinio allo specchio (The Mirror Crack'd), regia di Guy Hamilton (1980)
- Shock Treatment, regia di Jim Sharman (1981)
- Triplo gioco (The Jigsaw Man), regia di Terence Young (1984)

### Televisione
- Michael Shayne – serie TV, episodio 1x14 (1961)
- Carlo e Diana - Una storia d'amore (Charles and Diana: A Royal Love Story), regia di James Goldstone – film TV (1982)

## Doppiatori italiani
- Mario Pisu ne La notte dei generali
- Sergio Tedesco in Agente 007 - Si vive solo due volte
- Nando Gazzolo in Agente 007 - Una cascata di diamanti
- Corrado Gaipa in Sherlock Holmes: soluzione settepercento
- Gianni Marzocchi in Assassinio allo specchio
- Pietro Nuti in Riccardo II
- Ivo Garrani in Giulio Cesare
- Mario Maranzana in Troilo e Cressida
- Dario De Grassi ne La commedia degli errori
- Massimo Foschi in Riccardo II (ridoppiaggio)
- Gigi Proietti in Giulio Cesare (ridoppiaggio)
- Massimo Schuster ne La commedia degli errori (ridoppiaggio)